# 亡びの国の征服者〜魔王は世界を征服するようです〜
『亡びの国の征服者〜魔王は世界を征服するようです〜』（ほろびのくにのせいふくしゃ まおうはせかいをせいふくするようです）は、不手折家による日本のライトノベル。イラストはtoi8。「小説家になろう」でオンライン小説として2015年1月1日から連載され、書籍版がオーバーラップノベルス（オーバーラップ）より2020年4月から刊行されている。
「コミックガルド＋」にて錆狗村昌によるコミカライズが2022年3月26日から配信されている。

## あらすじ
現代日本において事故により命を失った主人公は、異なる歴史を歩むもう一つの地球で「シャン人」としての新たな生を受ける。しかし、その世界における「シャン人」は、大陸の広域を支配する「クラ人」によって滅亡寸前まで追い込まれていた。
わずか2国となったシャン人の王国の騎士家に生まれた主人公ユーリは、前世ではなかった家族との触れ合いや学院での出会いを通じ、シャン人の滅亡を回避すべく動いていく。

### 幼年期〜少年期（書籍1巻）
シヤルタ王国の将家の息子として新たな生を受けた主人公ユーリは、騎士としての立場から身を引いた父ルークの下で穏やかな暮らしを送っていた。
ルークは、移動手段として用いられる王鷲や駆鳥の飼育を行う牧場主として暮らしていたが、ルークの兄であり、騎士家としてのホウ家当主でもあるゴウクが「もう一つの人類」との戦いにおいて戦死したことから、新たな当主となることを余儀なくされてしまう。
息子であるユーリも次期当主としての立場から逃れることはできず、シヤルタ王国において騎士を養成する騎士院へ入学することとなった。

### 少年期〜青年期（書籍2巻）
騎士院へ入学したユーリは、キャロルやミャロをはじめとした学友との交流を深めながら、順調な学生生活を送っていた。
入学から５年が経ち、卒業に必要な単位の大半を取ったユーリは、いずれ必ず来るであろうシヤルタ王国の滅亡に目を向けていた。
そして、王国からの脱出のために必要な資金を得るべく、自身の持つ知識を利用した事業を興すことを決心する。

### 青年期（書籍3巻）
興した事業が軌道に乗り、王国からの脱出という目的のための準備を進めつつあったユーリ。
そんな中、ユーリたちとは異なる「もう一つの人類」であるクラ人の軍勢が、隣国キルヒナ王国へ侵攻することが判明する。
学生故に無関係であるはずのユーリだったが、将家の跡取りであるユーリたちを次代の英雄として祭り上げようとする女王の企みにより、戦場となるキルヒナ王国へ「従軍観戦隊」として派遣されることとなってしまうのだった。

## 登場人物

### 主要人物
ユーリ・ホウ
本作の主人公。現代日本において事故によって死亡した後、シヤルタ王国における五大将家の一つであるホウ家現当主の弟であるルーク・ホウの息子として転生した。
キャロル・フル・シャルトル
シヤルタ王国の第一王女。現女王であるシモネイ・フル・シャルトルの長女。騎士院における主人公の同級生。
ミャロ・ギュダンヴィエル
シヤルタ王国における七大魔女家の一つであるギュダンヴィエル家の娘。騎士院における主人公の同級生。
シャム・ホウ
ゴウク・ホウの娘。主人公の従妹であり、年齢は一歳下。学問に対する関心が強く、様々な知識を有する主人公に敬意を抱いている。
ドッラ・ゴドウィン
騎士院における主人公の同級生。血の気の多い性格で、入学初日に主人公に喧嘩を売るも、その後は友人のような関係になる。
リリー・アミアン
教養院におけるシャムの上級生。機械系の知識を有し、主人公の様々な発案を製品化するにあたり協力している。
イーサ・ヴィーノ
クラ人の亡命者。主人公が通う騎士院においてクラ語の教育を行っている。

### その他の登場人物
ルーク・ホウ
主人公の父。騎士院を中退し、王鷲や駆鳥を飼育する牧場を経営していたが、ホウ家当主である兄のゴウク・ホウが戦死したため、代わりに当主を務めることになった。
スズヤ・ホウ
主人公の母。貴族層ではなく農家の生まれ。旧姓はエマーノン。
ハロル・ハレル
シヤルタ王国の貿易商。商売が行き詰まっていたが、主人公の助言によりクラ人国家であるアルビオ共和国との貿易を始めることになる。
シモネイ・フル・シャルトル
シヤルタ王国現女王。
カーリャ・フル・シャルトル
シヤルタ王国の第二王女。現女王であるシモネイ・フル・シャルトルの次女。

## 用語

### 世界観
舞台となる世界は地球に酷似した異世界であり、特に本作品ではユーラシア大陸の北部及び西部に相当する地域が中心となっている。

### 国家
シヤルタ王国
白狼半島（地球におけるスカンディナヴィア半島に相当）南部に位置するシャン人国家。女王を頂点とし、五大将家と七大魔女家が国家を統治している。
キルヒナ王国
白狼半島北部に位置するシャン人国家。クラ人国家と国境を接しており、シャン人討伐のための連合軍である十字軍の脅威下にある。
シャンティラ大皇国
かつて大陸中西部一帯を支配したシャン人国家。クラ人との戦争に破れ滅亡し、シヤルタ王国を始めとした９つの国家に分裂した。首都であったシャンティニオン（地球におけるクリミア半島に位置）は、クラ人国家の一つであるガリラヤ連合の支配下にある。
アルビオ共和国
主に大小２つの島からなるアルビオ二島(地球におけるブリテン諸島に相当)に位置するクラ人国家。イイスス教カルルギ派を信仰する国家であり、シャン人を差別していない。

### 種族
シャン人
大陸北西部に住む人類。毛で覆われた長耳を有するという特徴を持っている。
クラ人
シャン人とは異なるもう一つの人類。耳は丸く、毛で覆われていない。大陸の大半を支配している。

### 生物
王鷲
人を乗せて飛ぶことのできる大型の鷲。航空兵器として用いられるが、シャン人にしか懐かない。
駆鳥
人を乗せて走るダチョウのような鳥。王鷲と同じくシャン人にしか懐かない。

### 組織
五大将家
シヤルタ王国において軍権を有する５つの騎士家。本国のホウ家、ルベ家、ボフ家、ノザ家の４家が存在する他、アイサ孤島（地球のアイスランドに相当）の守護としてエット家が配置されている。しかし、長年キルヒナ王国に援軍を送ってきたホウ家及びキルヒナ王国と国境を接しているルベ家以外は戦争の経験がほとんどなく、弱体化している。
七大魔女家
シヤルタ王国の魔女家を束ねる存在。実質的に国家を支配している。
イイスス教カソリカ派
クラ人の中で一般的に信仰されているイイスス教の派閥の一つ。シャン人を悪魔と蔑視している。
十字軍
クラ人国家の中でも、イイスス教カソリカ派を信仰する国家で構成される連合軍。悪魔掃討という建前でシャン人国家に繰り返し侵攻しているが、実質は略奪と領土の獲得が目的となっている。
騎士院
王都にある二つの学院の一つ。騎士としての扱いを受けるためにはこの騎士院を卒業する必要がある。
教養院
王都にある二つの学院の一つ。官僚を育成するための学校であり、主に魔女家の子供が入学する。

## 既刊一覧

### 小説
- 不手折家（著） / toi8（イラスト） 『亡びの国の征服者〜魔王は世界を征服するようです〜』 オーバーラップ〈オーバーラップノベルス〉、既刊7巻（2023年10月25日現在）
  1. 2020年4月25日発売[12]、ISBN 978-4-86554-647-7
  2. 2020年9月25日発売[13]、ISBN 978-4-86554-743-6
  3. 2021年2月25日発売[14]、ISBN 978-4-86554-849-5
  4. 2021年9月25日発売[15]、ISBN 978-4-8240-0003-3
  5. 2022年3月25日発売[16]、ISBN 978-4-8240-0131-3
  6. 2022年11月25日発売[17]、ISBN 978-4-8240-0337-9
  7. 2023年10月25日発売[18]、ISBN 978-4-8240-0609-7

### 漫画
- 不手折家（原作） / toi8（キャラクター原案） / 錆狗村昌（作画） 『亡びの国の征服者〜魔王は世界を征服するようです〜』 オーバーラップ〈ガルドコミックス〉、既刊7巻（2025年6月25日現在）
  1. 2022年8月25日発売[19]、ISBN 978-4-8240-0277-8
  2. 2023年1月25日発売[20]、ISBN 978-4-8240-0396-6
  3. 2023年6月25日発売[21]、ISBN 978-4-8240-0534-2
  4. 2023年11月25日発売[22]、ISBN 978-4-8240-0671-4
  5. 2024年5月24日発売[23]、ISBN 978-4-8240-0838-1
  6. 2024年11月25日発売[24]、ISBN 978-4-8240-1001-8
  7. 2025年6月25日発売[25]、ISBN 978-4-8240-1200-5